# Der Junge im gestreiften Pyjama (Film)
Der Junge im gestreiften Pyjama (Originaltitel: The Boy in the Striped Pyjamas) ist ein britischer Film aus dem Jahr 2008 von Mark Herman, der auf der gleichnamigen Romanvorlage von John Boyne basiert. Die beiden Hauptrollen Bruno und Schmuel wurden von den Nachwuchsschauspielern Asa Butterfield und Jack Scanlon gespielt. Der Film war ab dem 12. September 2008 in den britischen und irischen Kinos zu sehen. In die deutschen Kinos kam der Film am 7. Mai 2009.

## Handlung
Gerade noch hat der achtjährige Bruno mit seinen Freunden in Berlin gespielt, als er zu Hause erfährt, dass die Familie bereits am nächsten Tag umziehen werde: Sein Vater, der SS-Obersturmbannführer Ralf, wurde zum Kommandanten eines Arbeitslagers befördert. Bruno trennt sich nur schwer von seinen Freunden, und auch die Aussicht auf einen eigenen Garten hebt seine Laune nicht. Seine zwölfjährige Schwester Gretel hingegen glaubt, dass sie auch auf dem Land Freunde finden werde. Das neue Heim entpuppt sich als schwer bewachtes düsteres Gebäude, in dem auch Diensträume der SS untergebracht sind. Den Hinterhof des Grundstücks darf Bruno nicht betreten, sieht von seinem Zimmerfenster aus in der Ferne jedoch etwas, das er für einen Bauernhof hält. Er wundert sich, dass die Kinder und „Bauern“ alle gestreifte Schlafanzüge tragen, wie auch er einen hat. Es ist das Lager, und Mutter Elsa stellt Ralf zur Rede, hatte er doch vor dem Umzug erklärt, dass sich das Lager mehrere Kilometer vom Haus entfernt befinde. Am nächsten Tag ist Brunos Fenster so vernagelt, dass er keinen Blick zum Lager mehr hat.
Bald lernt Bruno den alten Pavel, einen der Lagerinsassen, kennen. Dieser ist zum Arbeitsdienst in dem Haus des Lagerkommandanten abkommandiert, hilft der Familie in der Küche aus, schält Kartoffeln und kümmert sich um den Garten. Auf Anweisung des Oberleutnants Kotler, der sich durch sein ruppiges Auftreten Pavel gegenüber als nationalsozialistischer Herrenmensch zeigt, baut er für Bruno eine Schaukel aus einem Autoreifen. Nachdem Bruno sich bei einem Sturz von der Schaukel das Knie aufgeschlagen hat, verarztet ihn Pavel. Sie kommen ins Gespräch, und Pavel beruhigt den besorgten Bruno, seine Verletzung sei nicht schlimm. Als Bruno nachfragt, teilt ihm Pavel mit, er sei Arzt, worauf Bruno arglos einwendet, er sei wohl kein guter Arzt gewesen, wenn er jetzt Kartoffeln schälen müsse.
Brunos Forscherdrang leidet sehr unter dem Eingesperrtsein auf dem Grundstück, bis es ihm gelingt, sich unbemerkt in den verbotenen hinteren Teil des Gartens zu stehlen. Er entwischt aus einem Schuppenfenster in den Wald hinter dem Grundstück, folgt einem Fluss und steht plötzlich vor dem übermannshohen Stacheldrahtzaun des Arbeitslagers, das er immer noch für eine Art Bauernhof hält. Im Hintergrund arbeiten Männer in gestreiften Pyjamas am Bau einer Baracke. Ihm gegenüber hinter dem Zaun, durch einen Haufen Bauschutt geschützt, sitzt ein ebenfalls achtjähriger Junge in einem ebensolchen gestreiften Pyjama, kahlgeschoren und ungepflegt. Er stellt sich als Schmuel vor, was Bruno ihm zunächst nicht glaubt, niemand heiße so. Dann beneidet Bruno Schmuel, der hinter dem Zaun mit Freunden spielen könne, während Bruno ganz allein sei, und fragt ihn, was für ein Spiel das sei, bei dem alle Teilnehmer Schlafanzüge mit Nummern tragen müssen. Den ganzen Film hindurch nimmt Bruno die Realität des Lagers nicht objektiv wahr, sondern interpretiert sie in seinen Erfahrungshorizont hinein – als Bauernhof, als Spiel, als Baustelle. Schmuel hat ihm gesagt, dass er Hunger habe, also stibitzt Bruno seiner Mutter eine Tafel Schokolade und will sie Schmuel geben, isst sie jedoch selbst auf, während er am nächsten Tag vergebens am Zaun auf Schmuel wartet.
Die Treffen am Zaun werden zur Routine, die Jungen schließen Freundschaft. Schmuel macht dem erstaunten Bruno klar, dass der Stacheldrahtzaun keineswegs das Lager vor wilden Tieren schützen, sondern die darin eingesperrten Juden an der Flucht hindern solle. Auch er sei Jude. Da Schmuel kein Spielzeug besitzt, wirft Bruno ihm am folgenden Tag seinen Fußball über den Zaun, doch den reicht Schmuel ihm zögernd zurück. Als Bruno vorschlägt, Schmuel könne doch einmal zum Abendessen kommen, erfährt er erstaunt, dass Schmuel das Lager nicht verlassen darf.
Bruno und Gretel bekommen Privatunterricht und lesen dort antisemitische Texte, die für Bruno unverständlich sind. Als er einwirft, es gebe doch sicher auch gute Juden, wird er vom Lehrer und Gretel zurechtgewiesen. Gretel ist vom Nationalsozialismus begeistert, mottet ihre Puppen ein und hängt in ihrem Zimmer Hitler-Bilder und BDM-Plakate auf.
Als Schmuel in die Villa beordert wird, weil sich seine kleinen Finger gut zum Polieren von Gläsern eignen, begrüßt Bruno ihn erfreut und gibt ihm von dem bereitstehenden Essen. Kotler überrascht die beiden, bezichtigt den noch kauenden Schmuel des Diebstahls und droht ihm eine Strafe an. Dieser sagt wahrheitsgemäß, Bruno habe ihm das Essen gegeben. Als Kotler sich an Bruno wendet, ist dieser so eingeschüchtert, dass er wie von Kotler erwartet behauptet, dem Juden nichts gegeben und ihn nie gesehen zu haben. Gleich darauf schämt sich Bruno sehr für diesen Verrat. Doch erst einige Tage später trifft er Schmuel, der offenbar brutal verprügelt wurde, wieder beim Zaun an. Sie sprechen sich aus und sind wieder Freunde.
Kotler wird kurz darauf an die Front versetzt, nachdem sich herausstellte, dass sein Vater als Flüchtling in der Schweiz lebt. Zuvor hatte er bereits den Unmut des Lagerkommandanten erregt, weil er Elsa gegenüber angedeutet hatte, dass die Juden im Lager ermordet und verbrannt werden. Diese Geheiminformation war bis dahin nur Ralf bekannt. Elsa reagiert entsetzt, ihre Freude über Ralfs Aufstieg wendet sich jäh ins Gegenteil. Sie lehnt ihn und seine Arbeit nun brüsk ab und setzt nach dem Tod seiner Mutter bei einem Bombenangriff durch, dass sie mit ihren Kindern nach Heidelberg zu Verwandten gehen kann. Gretel stimmt zu, aber Bruno möchte bleiben – ohne zu verraten, dass er einen Freund im Lager hat. Da ihm aber keine Wahl bleibt, geht er am Vortag der Abreise noch einmal zum Zaun, um sich von Schmuel zu verabschieden. Dieser ist bedrückt, weil er seinen Vater nicht finden kann. Da Bruno sich wegen seines Verrats noch in Schmuels Schuld sieht, bietet er an, ins Lager zu kommen und ihm beim Suchen zu helfen.
So eilt Bruno am nächsten Tag, kurz vor der Abreise, zum letzten Mal heimlich mit einem Spaten zum Zaun und gräbt ein Loch unter dem Zaun durch. Schmuel hat ihm Sträflingskleidung besorgt, darunter eine Mütze, um zu tarnen, dass Bruno nicht kahlgeschoren ist. Bruno lässt seine eigene Kleidung am Zaun liegen und zwängt sich durch das Loch ins Lager, dann gehen die Jungen miteinander auf die Suche nach Schmuels Vater. Als Bruno das Elend sieht, wird ihm erst richtig klar, was es mit dem Lager auf sich hat und dass ein Propagandafilm seines Vaters über das angenehme Leben im Lager reine Erfindung ist. Ein aufgezogenes Gewitter bricht los, es beginnt zu regnen.
Als Bruno und Schmuel kurz in der Männerbaracke nachsehen, geraten sie in eine Selektion. Die Männer werden aus der Baracke und quer durch das Lager getrieben, ohne dass jemandem die zwei dazwischengeratenen Jungen auffallen, dann in einen Kellerraum, wo sie Anweisung erhalten, sich für eine Dusche auszuziehen. Die Jungen wundern sich darüber, gehorchen jedoch wie der Rest der Männer. Dann gehen sie gemeinsam in den Nebenraum, die Tür wird verriegelt, in der Decke öffnet sich eine Luke, ein Soldat mit Gasmaske schüttet aus einer Dose Granulat in den Raum. Es wird dunkel, man sieht nur noch die verriegelte Tür von außen und hört Schreie, dann Stille.
Im Wechselschnitt dazu wird die Suche nach Bruno gezeigt: Als Elsa feststellt, dass Bruno nicht aufzufinden und das Tor zum für Bruno verbotenen Hinterhof offen ist, alarmiert sie Ralf, der gerade in einer Besprechung zur Optimierung der Gaskammern ist. Sie entdecken das offene Schuppenfenster, durch das Bruno gekrochen ist. Die Wachmannschaft folgt Brunos Fährte mit einem Schäferhund, doch im strömenden Regen verliert der Hund die Spur. Am Lagerzaun finden sie Brunos Kleidung sowie das Loch unterm Zaun und wissen damit, dass Bruno im Lager sein muss. Nach ihnen erreichen auch Elsa und Gretel diese Stelle und bleiben dort, ratlos, was sie tun sollen. Ralf rennt bereits um den Zaun zum Eingang, sucht hektisch im Lager nach Bruno und bemerkt die leere Männerbaracke, dann rennt er in böser Ahnung – in diesem Moment sind Bruno und Schmuel schon vergiftet – halb von Sinnen zu den Gaskammern, wo der Soldat mit Gasmaske gerade die leere Dose wegpackt. Ralf schreit verzweifelt Brunos Namen, Elsa hört am Zaun seinen Schrei und bricht mit einem Weinkrampf zusammen. Die letzte Einstellung zeigt, langsam herauszoomend, den stillen Umkleideraum mit der Kleidung der Ermordeten.

## Filmmusik
Die Filmmusik wurde von James Horner komponiert. Sie wird nur elektronisch zum Herunterladen von iTunes und Amazon verkauft. Die Liste der Stücke ist:
1. Boys Playing Airplanes – 4:13
2. Exploring the Forest – 2:36
3. The Train Ride to a New Home – 3:34
4. The Winds Gently Blow Through the Garden – 5:57
5. An Odd Discovery Beyond the Trees – 2:51
6. Dolls Aren’t for Big Girls, Propaganda is … – 3:43
7. Black Smoke – 1:43
8. Evening Supper – A Family Slowly Crumbles – 7:53
9. The Funeral – 1:54
10. The Boys’ Plans, From Night to Day – 2:36
11. Strange New Clothes – 9:53
12. Remembrance, Remembrance – 5:31

## Synchronisation
Das Dialogbuch der Synchronisation durch die FFS Film- & Fernseh-Synchron schrieb Michael Schlimgen, die Dialogregie übernahm Susanna Bonasewicz.
| Rolle                    | Darsteller      | Synchronsprecher |
| ------------------------ | --------------- | ---------------- |
| Bruno                    | Asa Butterfield | Lukas Schust     |
| Schmuel                  | Jack Scanlon    | Ben Hugo         |
| Vater Ralf               | David Thewlis   | Frank Röth       |
| Mutter Elsa              | Vera Farmiga    | Sabine Arnhold   |
| Gretel                   | Amber Beattie   | Lisa Mitsching   |
| Großvater                | Richard Johnson | Otto Mellies     |
| Großmutter               | Sheila Hancock  | Luise Lunow      |
| Maria                    | Cara Horgan     | Nadine Pasta     |
| Oberleutnant Kurt Kotler | Rupert Friend   | Robin Kahnmeyer  |
| Pavel                    | David Hayman    | Dieter Memel     |

## Kritik

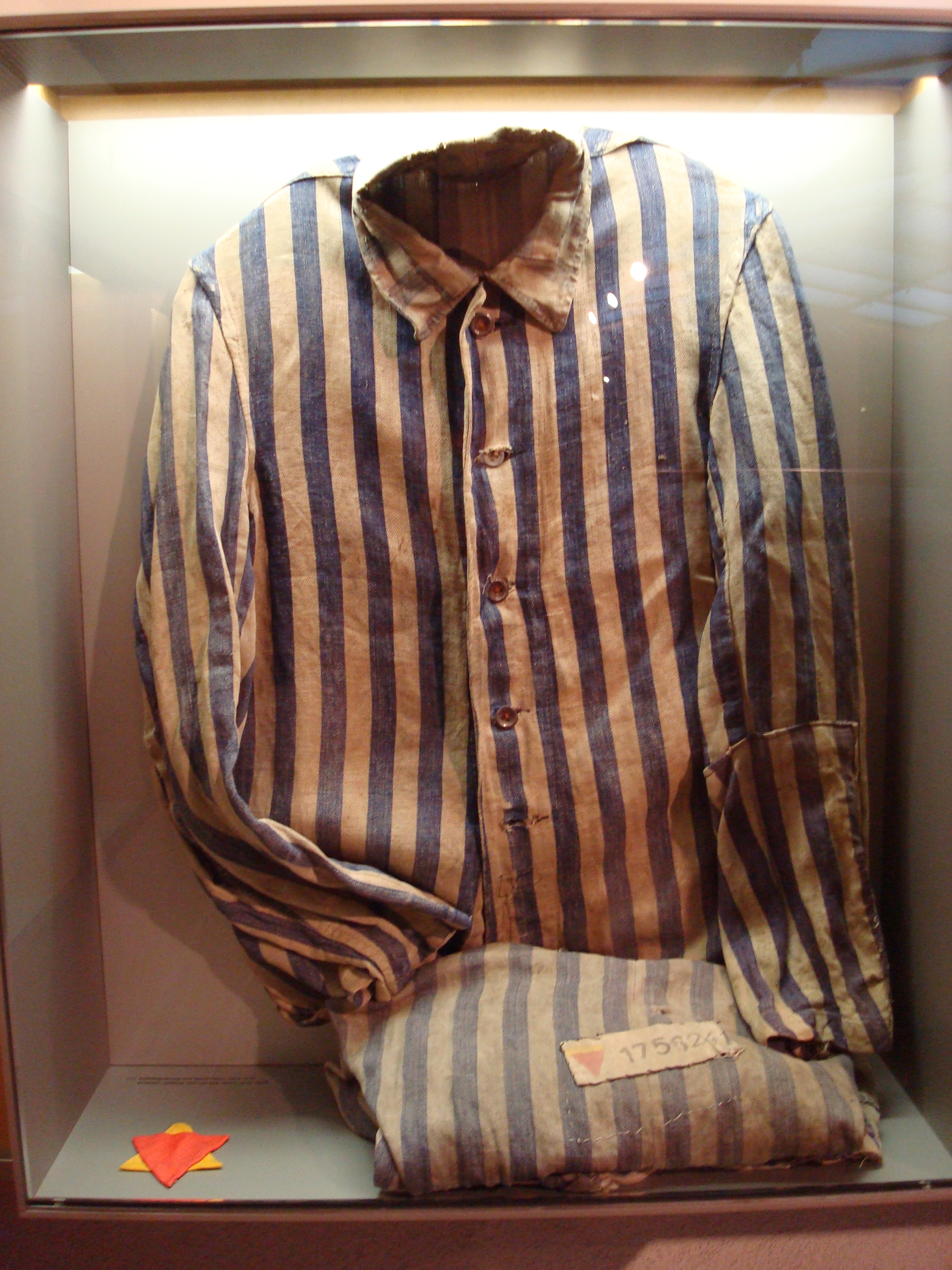
Gestreifte KZ-Häftlingskleidung

- Die Frankfurter Allgemeine Zeitung urteilte am 6. Mai 2009 über den Film:[5]

„Dieser Film ist eine Frechheit. Ein Schlag ins Gesicht für jeden, der geglaubt hat, es gebe eine Grenze beim Umgang des Kinos mit dem Holocaust, eine Schwelle, die das historisch Belegte von der reinen Spekulation trennt. Der Junge im gestreiften Pyjama überschreitet diese Schwelle. Und er tut das so unverblümt, dass man nach dem Abspann eine Weile braucht, um zu begreifen, was man da gerade gesehen hat. Eine Kindergeschichte in Auschwitz; eine morality tale vor dem Hintergrund der Gaskammer; ein Nazi-Familiendrama mit tragischem Ausgang – das alles ist Der Junge im gestreiften Pyjama. Und weil er diese drei bekannten Motive, die Kindergeschichte, die Familiengeschichte und die Geschichte des Holocaust, auf eine bisher ungekannte Weise verbindet, ist er ein Novum in der Geschichte des Kinos: der Film, mit dem Auschwitz zur Fiktion wird. […] Erst am Schluss erzählen sie, was in Auschwitz geschah, bis an die Grenze des Erträglichen und darüber hinaus. Sie spielen ein Spiel mit uns, mit unseren Tabus, unseren Geschichtsbildern, unseren Kinoerfahrungen. Und sie spielen es gut.“

- Und Harald Eggebrecht von der Süddeutschen Zeitung meinte:[6]

„Dabei versucht Mark Herman in Der Junge mit dem gestreiften Pyjama […] seine Protagonisten so behutsam, unspektakulär und aufmerksam wie möglich in Szene zu setzen, Überdrehungen zu vermeiden, schrille Töne, Grausamkeiten und Brutalitäten meist nur anzudeuten oder elliptisch zu vermeiden. Dennoch schleicht sich, auch durch den schwer erträglichen Musikleim von James Horner, eine Art milde Kitschigkeit ein, die unrettbar verstimmt und distanziert.“

- Anders sah es Stefan Volk vom Filmdienst, der fragte,[7]

„ob man vor dem Hintergrund des Holocaust überhaupt erfundene Geschichten erzählen darf. Das freilich ist eine trügerische Fragestellung. Legt sie doch nahe, dass das historische Grauen prinzipiell real darstellbar sei. Tatsächlich aber kann man den Holocaust (frei nach Watzlawick) nicht nicht fiktionalisieren. Es kommt also darauf an, sich mit ihm aufrichtig auseinander zu setzen, die wichtigen Fragen zu stellen. Das gelingt Herman überraschend gut. Der Junge im gestreiften Pyjama ist ein ergreifender, aufwühlender, nie rührseliger Film, der sich dem Holocaust auf eine irritierend naive, zärtliche Weise annähert und gerade dadurch dessen perverse Banalität offen legt.“

- Die Deutsche Film- und Medienbewertung (FBW) äußerte sich ebenfalls positiv zum Film und vergab das Prädikat besonders wertvoll:[8]

„Es ist das große Verdienst der Macher dieses Films, die Visualisierung der schwer zu transponierenden Vorlage zu wagen, nicht nur wegen der Holocaust-Thematik, sondern auch wegen der ungewöhnlichen Sicht aus der Perspektive eines kleinen Jungen. […] Ein wichtiger und lobenswerter filmischer Beitrag wider das Vergessen – einfühlsam, bewegend und spannend anzusehen!“

## Auszeichnungen
- 2008
  - British Independent Film Award: Beste Hauptdarstellerin an Vera Farmiga
  - Chicago International Film Festival: Publikumspreis